# ...Nada como el sol
| Recensione | Giudizio |
| ---------- | -------- |
| AllMusic   |          |

...Nada como el sol è un EP del cantante britannico Sting, pubblicato nel 1988. Contiene cinque tracce estratte dall'album ...Nothing Like the Sun, cantate in spagnolo e portoghese.

## Tracce
1. Mariposa Libre (Little Wing) (Jimi Hendrix, Roberto Livi) – 4:54
2. Frágil (Fragile) (Liluca, Sting) – 3:50 [Portoghese]
3. Si Estamos Juntos (We'll Be Together) (Livi, Sting) – 4:16
4. Ellas Danzan Solas (Cueca Solas) (They Dance Alone) (Livi, Sting) – 7:17
5. Fragilidad (Fragile) (Livi, Sting) – 3:52 [Spagnolo]

## Musicisti
Sting – interprete principale